# Nippostrongylus brasiliensis
Espèce
Nippostrongylus brasiliensis est une espèce de nématodes qui parasite l'intestin de certains rongeurs et notamment les rats.

## Cycle de vie
Ce ver est l'un des parasites intestinaux les plus étudiés en raison de la simplicité de son cycle de vie.
Le cycle de vie de Nippostrongylus brasiliensis, similaire à celui de parasites humains comme Necator americanus et Ancylostoma duodenale, comprend cinq stades avant l'âge adulte.